# Sportclub Brühl Sankt Gallen 2017-2018
Questa voce raccoglie le informazioni riguardanti lo Sportclub Brühl Sankt Gallen nelle competizioni ufficiali della stagione 2017-2018.

## Stagione
Nella stagione 2017-2018 il Brühl, allenato da Uwe Wegmann, concluse il campionato di Promotion League al 8º posto.

## Rosa
| N. |                       | Ruolo | Calciatore         |
| -- | --------------------- | ----- | ------------------ |
| 1  | Svizzera (bandiera)   | P     | Arif Celebi        |
| 2  | Svizzera (bandiera)   | D     | Loris Pellegatta   |
| 3  | Croazia (bandiera)    | D     | Ilija Ivić         |
| 4  | Kosovo (bandiera)     | C     | Lirim Shala        |
| 6  | Svizzera (bandiera)   | C     | Claudio Holenstein |
| 7  | Svizzera (bandiera)   | C     | Raphael Huber      |
| 8  | Brasile (bandiera)    | C     | Valmir             |
| 9  | Montenegro (bandiera) | A     | Samel Šabanović    |
| 10 | Germania (bandiera)   | A     | Alessandro Riedle  |
| 11 | Svizzera (bandiera)   | A     | Nico Abegglen      |
| 12 | Svizzera (bandiera)   | A     | Arian Vujić        |
| 15 | Svizzera (bandiera)   | C     | Kristian Karrica   |
| 16 | Svizzera (bandiera)   | D     | Eric Hug           |
| 17 | Svizzera (bandiera)   | D     | Quốc Trung Nguyễn  |

| N. |                                 | Ruolo | Calciatore        |
| -- | ------------------------------- | ----- | ----------------- |
| 19 | Svizzera (bandiera)             | C     | Nikola Bozic      |
| 20 | Austria (bandiera)              | C     | Rafhinha          |
| 21 | Svizzera (bandiera)             | C     | Marco Franin      |
| 22 | Svizzera (bandiera)             | C     | Michael Scherrer  |
| 23 | Svizzera (bandiera)             | P     | Deivid Gomes      |
| 23 | Albania (bandiera)              | P     | Arianit Lazraj    |
| 27 | Bosnia ed Erzegovina (bandiera) | D     | Sead Jakupović    |
| 31 | Serbia (bandiera)               | D     | Nikola Torlakovic |
| 31 | Svizzera (bandiera)             | C     | Mattia Sbocchi    |
|    | Svizzera (bandiera)             | P     | Pascal Albrecht   |
|    | Svizzera (bandiera)             | C     | Pascal Huber      |
|    | Svizzera (bandiera)             | C     | Uroš Marković     |
|    | Svizzera (bandiera)             | A     | Kristian Pavlović |

## Organigramma societario
Area tecnica
- Allenatore: Uwe Wegmann
- Allenatore in seconda: Alexandre de Freitas
- Preparatore dei portieri:
- Preparatori atletici:

## Calciomercato

### Sessione estiva
| Acquisti | Acquisti           | Acquisti            | Acquisti |
| R.       | Nome               | da                  | Modalità |
| -------- | ------------------ | ------------------- | -------- |
| C        | Claudio Holenstein | Wacker Innsbruck    |          |
| A        | Nico Abegglen      | Wohlen              |          |
| C        | Nikola Bozic       | Wettswil-Bonstetten |          |
| D        | Ilija Ivić         | Chiasso             |          |
| D        | Loris Pellegatta   | San Gallo II        |          |
| C        | Rafhinha           | Winterthur          |          |

| Cessioni | Cessioni           | Cessioni   | Cessioni |
| R.       | Nome               | a          | Modalità |
| -------- | ------------------ | ---------- | -------- |
| D        | Zaafir Giger       | Gossau     |          |
| D        | Átila Araújo Prado | Wil        |          |
| A        | Sefa Gaye          | Hohenems   |          |
| C        | Salvatore Guarino  | Bellinzona |          |
| C        | Gianluca Panella   | Gossau     |          |

### Sessione invernale
| Acquisti | Acquisti     | Acquisti | Acquisti |
| R.       | Nome         | da       | Modalità |
| -------- | ------------ | -------- | -------- |
| C        | Pascal Huber | Wil      |          |

| Cessioni | Cessioni          | Cessioni | Cessioni |
| R.       | Nome              | a        | Modalità |
| -------- | ----------------- | -------- | -------- |
| C        | Luca Lanzendorfer | Seuzach  |          |

## Risultati

### Promotion League
| Arbitro: | Gut |

|                 |           |                          |
| Riedle 43’, 85’ | Marcatori | 55’ Domgjoni 90’ Zumberi |

| Arbitro: | Roth |

|  |           |              |
|  | Marcatori | 20’ Rafhinha |

| Arbitro: | Piccolo |

|                                                       |           |  |
| Abegglen 1’ Riedle 66’ (rig.) Šabanović 89’ Huber 90’ | Marcatori |  |

| Arbitro: | Gianforte |

|                        |           |           |
| Ivić 42’ Šabanović 86’ | Marcatori | 65’ Miani |

| Arbitro: | Ghisletta |

|                                      |           |            |
| Sulejmani 35’, 38’, 74’ Chihadeh 90’ | Marcatori | 65’ Riedle |

| Arbitro: | Roth |

|              |           |                       |
| Abegglen 50’ | Marcatori | 37’ Tall 61’ Chentouf |

| Arbitro: | Ljatifi |

|          |           |                             |
| Cruz 32’ | Marcatori | 14’ Huber 90’ (rig.) Riedle |

| Arbitro: | Morais |

|                                                        |           |  |
| Rafhinha 12’ Riedle 52’, 56’ Šabanović 75’ Karrica 90’ | Marcatori |  |

| Arbitro: | Dégallier |

|                   |           |  |
| Pululu 89’ (rig.) | Marcatori |  |

| Arbitro: | Ovcharov |

|                                                           |           |             |
| Bozic 4’ Rafhinha 16’ Huber 42’ Scherrer 61’ Abegglen 77’ | Marcatori | 52’ Bokanga |

| Arbitro: | Turkes |

|                   |           |           |
| Yartey 12’ (rig.) | Marcatori | 57’ Huber |

| Arbitro: | Ghisletta |

|                                     |           |              |
| Šabanović 79’ Ivić 88’ Abegglen 90’ | Marcatori | 69’ Wüthrich |

| Arbitro: | Cibelli |

|                     |           |  |
| Mejri 12’ Tebib 80’ | Marcatori |  |

| Arbitro: | Ovcharov |

|                            |           |                       |
| Šabanović 24’ Abegglen 50’ | Marcatori | 56’ Fleury 71’ Mbarga |

| Arbitro: | Ovcharov |

|                      |           |                        |
| Cissé 64’ Caslei 76’ | Marcatori | 52’ Huber 79’ Abegglen |

#### Girone di ritorno
| Arbitro: | Wolfensberger |

|          |           |            |
| Koné 84’ | Marcatori | 53’ Riedle |

| Arbitro: | Horisberger |

|                       |           |                 |
| Ivić 16’ Abegglen 20’ | Marcatori | 61’, 75’ Zeneli |

| Cham 14 marzo 2018, ore 19:30 CET 18ª giornata | Cham    | 0 – 0 referto | Brühl | Stadio Eizmoos (200 spett.)\| Arbitro: \| Piccolo \| |
| Arbitro:                                       | Piccolo |               |       |                                                      |

| Arbitro: | Jancevski |

|                        |           |              |
| Dangubic 71’ Tugal 88’ | Marcatori | 43’ Abegglen |

| Arbitro: | Superczynski |

|              |           |  |
| Abegglen 77’ | Marcatori |  |

| Arbitro: | Huber |

|                                        |           |                |
| Mobulu 13’ Chentouf 53’ (rig.) Kok 84’ | Marcatori | 38’ Holenstein |

| Arbitro: | Staubli |

|                          |           |                                         |
| Abegglen 45’ (rig.), 73’ | Marcatori | 56’ Siegfried 59’ (rig.) Yılmaz 90’ Doe |

| Arbitro: | Dégallier |

|             |           |                         |
| Franjic 21’ | Marcatori | 49’ Bozic 90’ Šabanović |

| Arbitro: | Piccolo |

|                                |           |                                       |
| Abegglen 8’ Šabanović 20’, 80’ | Marcatori | 21’ Bislimi 37’, 70’ Pululu 62’ Callà |

| Arbitro: | Borra |

|                                    |           |             |
| Tavares 12’ Causi 56’ Mukinisa 90’ | Marcatori | 6’ Abegglen |

| San Gallo 28 aprile 2018, ore 16:30 CEST 26ª giornata | Brühl      | 0 – 0 referto | Sion II | Paul-Grüninger-Stadion\| Arbitro: \| Rothenfluh \| |
| Arbitro:                                              | Rothenfluh |               |         |                                                    |

| Arbitro: | Turkes |

|                |           |                         |
| Adjei 75’, 76’ | Marcatori | 15’ Shala 59’ Šabanović |

| Arbitro: | Piccolo |

|              |           |                               |
| Šabanović 5’ | Marcatori | 37’ Lahiouel 50’, 59’ Bavueza |

| Arbitro: | von Mandach |

|           |           |           |
| Gomes 81’ | Marcatori | 31’ Shala |

| Arbitro: | Brunner |

|                               |           |  |
| Abegglen 25’ (rig.) Huber 83’ | Marcatori |  |

## Statistiche

### Statistiche di squadra
| Competizione     | Punti | In casa | In casa | In casa | In casa | In casa | In casa | In trasferta | In trasferta | In trasferta | In trasferta | In trasferta | In trasferta | Totale | Totale | Totale | Totale | Totale | Totale | DR |
| Competizione     | Punti | G       | V       | N       | P       | Gf      | Gs      | G            | V            | N            | P            | Gf           | Gs           | G      | V      | N      | P      | Gf     | Gs     | DR |
| ---------------- | ----- | ------- | ------- | ------- | ------- | ------- | ------- | ------------ | ------------ | ------------ | ------------ | ------------ | ------------ | ------ | ------ | ------ | ------ | ------ | ------ | -- |
| Promotion League | 40    | 15      | 7       | 4       | 4       | 35      | 21      | 15           | 3            | 6            | 6            | 16           | 24           | 30     | 10     | 10     | 10     | 51     | 45     | +6 |
| Totale           | 40    | 15      | 7       | 4       | 4       | 35      | 21      | 15           | 3            | 6            | 6            | 16           | 24           | 30     | 10     | 10     | 10     | 51     | 45     | +6 |

### Andamento in campionato
| Giornata  | 1  | 2 | 3 | 4 | 5 | 6 | 7 | 8 | 9 | 10 | 11 | 12 | 13 | 14 | 15 | 16 | 17 | 18 | 19 | 20 | 21 | 22 | 23 | 24 | 25 | 26 | 27 | 28 | 29 | 30 |
| --------- | -- | - | - | - | - | - | - | - | - | -- | -- | -- | -- | -- | -- | -- | -- | -- | -- | -- | -- | -- | -- | -- | -- | -- | -- | -- | -- | -- |
| Luogo     | C  | T | C | C | T | C | T | C | T | C  | T  | C  | T  | C  | T  | T  | C  | T  | T  | C  | T  | C  | T  | C  | T  | C  | T  | C  | T  | C  |
| Risultato | N  | V | V | V | P | P | V | V | P | V  | N  | V  | P  | N  | N  | N  | N  | N  | P  | V  | P  | P  | V  | P  | P  | N  | N  | P  | N  | V  |
| Posizione | 10 | 4 | 2 | 2 | 2 | 5 | 4 | 3 | 4 | 4  | 4  | 4  | 4  | 4  | 4  | 4  | 5  | 5  | 6  | 5  | 8  | 9  | 6  | 7  | 7  | 7  | 9  | 10 | 10 | 8  |

Legenda:

Luogo: C = Casa; T = Trasferta. Risultato: V = Vittoria; N = Pareggio; P = Sconfitta.

### Statistiche dei giocatori
| N. Abegglen     | 24 | 14 | 3  | 0 |
| P. Albrecht     | 0  | 0  | 0  | 0 |
| N. Bozic        | 29 | 2  | 4  | 0 |
| A. Celebi       | 1  | 0  | 0  | 0 |
| M. Franin       | 28 | 0  | 6  | 0 |
| D. Gomes        | 0  | 0  | 0  | 0 |
| C. Holenstein   | 26 | 1  | 12 | 0 |
| N. Horlacher    | 0  | 0  | 0  | 0 |
| P. Huber        | 0  | 0  | 0  | 0 |
| R. Huber        | 30 | 6  | 1  | 0 |
| E. Hug          | 1  | 0  | 0  | 0 |
| I. Ivić         | 26 | 3  | 5  | 0 |
| S. Jakupović    | 17 | 0  | 5  | 0 |
| K. Karrica      | 3  | 1  | 0  | 0 |
| L. Lanzendorfer | 9  | 0  | 0  | 0 |
| A. Lazraj       | 29 | 0  | 0  | 0 |
| U. Marković     | 0  | 0  | 0  | 0 |
| Q. Nguyễn       | 16 | 0  | 3  | 0 |
| K. Pavlović     | 1  | 0  | 0  | 0 |
| L. Pellegatta   | 24 | 0  | 3  | 0 |
| R. Rafhinha     | 25 | 3  | 2  | 0 |
| A. Riedle       | 23 | 8  | 5  | 0 |
| M. Sbocchi      | 0  | 0  | 0  | 0 |
| M. Scherrer     | 28 | 1  | 9  | 0 |
| L. Shala        | 17 | 2  | 0  | 0 |
| N. Torlakovic   | 2  | 0  | 0  | 0 |
| V. Valmir       | 15 | 0  | 0  | 0 |
| A. Vujić        | 8  | 0  | 1  | 0 |
| S. Šabanović    | 28 | 10 | 1  | 0 |